# Androctonus
Genre
Synonymes
- Prionurus Ehrenberg, 1828 nec Lacepede, 1804
- Puchale Francke, 1985

Androctonus est un genre de scorpions de la famille des Buthidae.

## Distribution
Les espèces de ce genre se rencontrent dans le Nord de l'Afrique, au Moyen-Orient et en Asie du Sud.

## Venin
Les espèces de ce genre possèdent un venin extrêmement toxique pour l'homme.

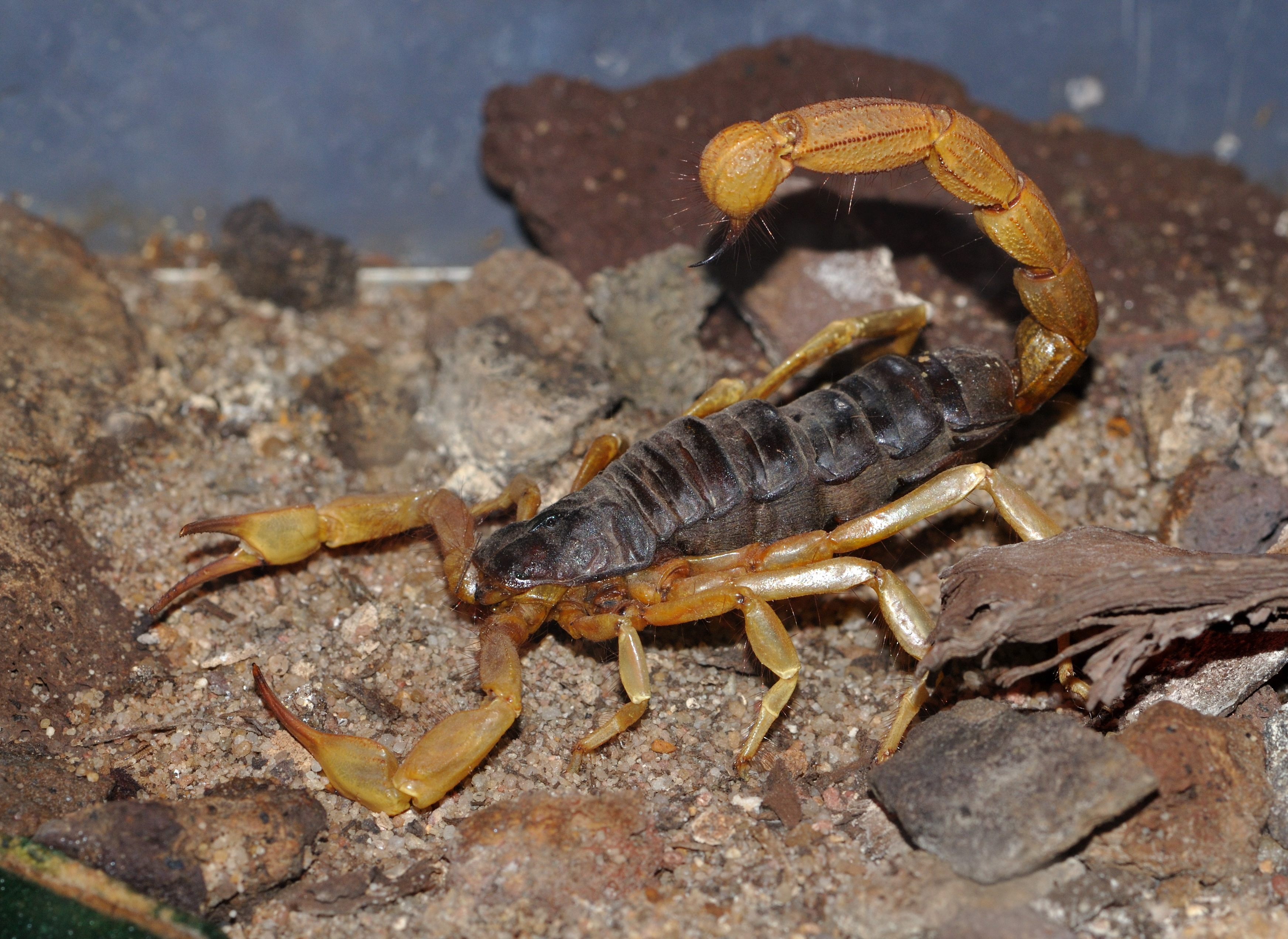
Androctonus australis

## Liste des espèces
Selon The Scorpion Files (13/08/2025) :
- Androctonus aeneas C. L. Koch, 1839
- Androctonus afghanus Lourenço & Qi, 2006
- Androctonus agrab Ythier & Lourenço, 2022
- Androctonus ajjer Ythier, Sadine, Alioua & Lourenço, 2025
- Androctonus aleksandrplotkini Lourenço & Qi, 2007
- Androctonus amoreuxi (Audouin, 1826)
- Androctonus australis (Linnaeus, 1758)
- Androctonus baluchicus (Pocock, 1900)
- Androctonus barbouri (Werner, 1932)
- Androctonus bartolozzii Rossi & Merendino, 2016
- Androctonus bicolor Ehrenberg, 1828
- Androctonus bourdoni Vachon, 1948
- Androctonus burkinensis Ythier, 2021
- Androctonus cacahuati Lourenço, 2023
- Androctonus cholistanus Kovařík & Ahmed, 2013
- Androctonus crassicauda (Olivier, 1807)
- Androctonus dekeyseri Lourenço, 2005
- Androctonus donairei Rossi, 2015
- Androctonus eburneus (Pallary, 1928)
- Androctonus finitimus (Pocock, 1897)
- Androctonus gonneti Vachon, 1948
- Androctonus hoggarensis (Pallary, 1929)
- Androctonus ishtar Yağmur, Kachel, Al-Khazali, Al-Jubouri & Ali 2025
- Androctonus kunti Yağmur, 2023
- Androctonus liouvillei (Pallary, 1924)
- Androctonus maelfaiti Lourenço, 2005
- Androctonus maroccanus Lourenço, Ythier & Leguin, 2009
- Androctonus mauritanicus (Pocock, 1902)
- Androctonus pallidus Lourenço, Duhem & Cloudsley-Thompson, 2012
- Androctonus robustus Kovařík & Ahmed, 2013
- Androctonus rostami Barahoei, Mirshamsi, Amiri, Moeinadin & Rakhshani, 2025
- Androctonus santi Lourenço, 2015
- Androctonus sergenti Vachon, 1948
- Androctonus simonettai Rossi, 2015
- Androctonus sistanus Barahoei & Mirshamsi, 2022
- Androctonus sumericus Al-Khazali & Yağmur, 2023
- Androctonus tenuissimus Teruel, Kovařík & Turiel, 2013
- Androctonus tibesti Lourenço & El-Hennawy, 2022
- Androctonus tigrai Lourenço, Rossi & Sadine, 2015
- Androctonus tihamicus Alqahtani, Yağmur & Badry 2023
- Androctonus togolensis Lourenço, 2008
- Androctonus tropeai Rossi, 2015
- Androctonus turkiyensis Yağmur, 2021

## Systématique et taxinomie
Ce genre a été décrit par Ehrenberg en 1828.
Prionurus Ehrenberg, 1828, préoccupé par Prionurus Lacepede, 1804, remplacé par Puchale par Francke en 1985 a été placé en synonymie par Vachon en 1948.

## Publication originale
- Hemprich & Ehrenberg, 1828 : Zoologica II. Arachnoidea. Symbolae physicae seu icones et descriptiones animalium evertebratorum sepositis insectis quae ex itinere per Africam borealem et Asiam occidentalem. Berolini, Officina Academica, (texte intégral).